# Popstrangers
Popstrangers — новозеландская рок-группа, сформированная в Окленде в 2009 году. В её состав входят Джоул Флигер (Joel Flyger), Адам Пейдж (Adam Page) и Дэвид Ларсон (David Larson). Их дебютный студийный альбом Antipodes был выпущен лейблом Carpark Records в 2013 году.

## История
Вокалист и гитарист Джоул Флигер был знаком с басистом Адамом Пейджем по музыкальной сцене Гамильтона, откуда родом оба музыканта. После переезда в Окленд они через друзей познакомились с барабанщиком Эллиоттом Росоном (Elliott Rawson) и в сентябре 2008 года начали репетировать. В апреле 2009-го состоялся первый концерт Popstrangers, и в том же году вышел одноимённый мини-альбом группы. Следующий миньон Happy Accidents (2010) они записывали с новым ударником Джимми Маком (Jimmy Mac), которого впоследствии заменил Дэвид Ларсон. Popstrangers активно гастролировали по Новой Зеландии и Австралии, выступая на разогреве у MGMT и Crocodiles, и становились участниками фестивалей, в том числе нью-йоркского CMJ. В 2011 году группа была номинирована на премию New Zealand Music Awards в категории «Выбор критиков».
Чтобы выпустить дебютную долгоиграющую пластинку, Popstrangers заключили контракт с лейблом Carpark Records. Первая обнародованная запись из неё — песня «Heaven» прозвучала в радиопрограмме Зейна Лоу на «Би-би-си». Релиз альбома Antipodes состоялся 26 февраля 2013 года.

## Дискография

### Студийные альбомы
- Antipodes (2013)
- Fortuna  (2014)

### Мини-альбомы
- Popstrangers (2009)
- Happy Accidents (2010)

## Видеоклипы
- «Heaven» (реж. Люк Макпейк, 2012)
- «What Else Could They Do» (реж. Люк Макпейк, 2013)